# ジェレミィ・クロフォード
ジェレミィ・クロフォード（Jeremy Crawford）は、主にロールプレイングゲーム（RPG）を手がけるゲームデザイナー。2007年から2025年まで、ウィザーズ・オブ・ザ・コースト社（WotC）でテーブルトークRPG（TRPG）『ダンジョンズ&ドラゴンズ』（D&D）の開発に携わる。D&D第4版のリード・ルール・デザイナーであり、D&D第5版のリード・デザイナーの一人でもある。

## キャリア

### Green Ronin Publishing (2005–2007)
クロフォードは、Green Ronin Publishing社でスティーヴ・ケンソンと共にRPG『Blue Rose』（2005年）の共同デザインと編集を行った。『Blue Rose』は、2005年ENNIE賞の「Best Rules」と「Best d20 Game」を受賞した。クロフォードは『Blue Rose』の改訂版（2017年）で、オリジナル版から設定デザインの一部を引き継いだとしてクレジットされている。彼はまた、『ウォーハンマー ファンタジーRPG』第2版や『Mutants & Masterminds』にも携わった。

### Wizards of the Coast (2007–2025)
クロフォードは、2007年にWotCの主力製品である『D&D』のゲーム・デザイナーとして採用され、以後同社で働いた。D&Dのデザイン作品には、『プレイヤーズ・ハンドブックII 第4版』（2009年）、『Dungeon Master's Kit』（2010年）、『ヒーローズ・オヴ・ザ・フォールン・ランズ 墜ちた地の勇者』（2010年）などがある。
クロフォードはD&D第4版のルール・マネージャーだった。2011年に新版の開発が開始され、クロフォードはマイク・ミアルスと共にD&D第5版の共同リード・デザイナーとなった。彼はまた、第5版のリード・ルール・デベロッパー兼マネージング・エディターでもあった。クロフォードとマールズの下で、ゲームとゲームの開発の両方で包括性を高めるための協調的な取り組みが行われるようになった。第5版では、デザインに貢献した女性が26％と、これまでのどの版よりもクレジットされている。第3版が12%、第4版では20％であった。『The Mary Sue』は、この新しい方向性の下、2018年のD&Dプレイヤーの40％が女性であり、これは「女性プレイヤーが20～25％だった2012年から増加している」と報じている。クロフォードは、第5版のプレイヤーズ・ハンドブックの著者の一人として、同版の他のいくつかの書籍と共にクレジットされている。彼はまた、月刊ニュースレター『Sage Advice』も執筆している 。
2024年、彼はD&Dのゲーム・ディレクターとなった。彼は、2024年の第5版ルールセット改訂版の一つ、「プレイヤーズ・ハンドブック」（2024年）のリード・デザイナーであった。クロフォードはD&Dのゲームデザインで、Gayming Awards 2024の「Gayming Icon Award」を受賞した。D&Dの、2024年改訂版コア・ルールブック発売後の2025年4月、クロフォードはWotCを退社することを発表した。

## 私生活
クロフォードはゲイであり、2014年に夫のフィリップ・リナウと結婚した。

## 作品
| タイトル                                                                                              | ゲーム                               | クレジット                                           | 発売年月日     | ISBN              |
| --- | ------------------------------------ | ---------------------------------------------------- | -------------- | ----------------- |
| Warhammer Fantasy Roleplay                                                                            | ウォーハンマー ファンタジーRPG 第2版 | Designer                                             | 2005年         | 978-1844162208    |
| Blue Rose                                                                                             | Blue Rose 1st edition                | Designer, Editor                                     | 2005年         | 978-1932442229    |
| Blue Rose Companion                                                                                   | Blue Rose 1st edition                | Designer, Production Staff                           | 2005年         | 978-1932442366    |
| World of Aldea                                                                                        | Blue Rose 1st edition                | Designer, Production Staff                           | 2006年         | 978-1932442465    |
| Paragons                                                                                              | Mutants & Masterminds 2nd edition    | Designer                                             | 2007年         |                   |
| プレイヤーズ・ハンドブック Player's Handbook                                                          | ダンジョンズ&ドラゴンズ第4版         | Designer, Production Staff                           | 2008年         | 978-0786949298    |
| モンスターマニュアル Monster Manual                                                                   | ダンジョンズ&ドラゴンズ第4版         | Designer, Production Staff                           | 2008年         | 978-0786948529    |
| フォーゴトン・レルム・プレイヤーズ・ガイド Forgotten Realms Player's Guide                            | ダンジョンズ&ドラゴンズ第4版         | Designer                                             | 2008年         | 978-0786949298    |
| 4th Edition Core Rulebook Collection                                                                  | ダンジョンズ&ドラゴンズ第4版         | Designer                                             | 2008年         | 978-1786950638    |
| ダンジョンマスターズ・ガイド Dungeon Master's Guide                                                   | ダンジョンズ&ドラゴンズ第4版         | Designer                                             | 2008年         | 978-0786948802    |
| プレイヤーズ・ハンドブックII 第4版 Player's Handbook 2                                                | ダンジョンズ&ドラゴンズ第4版         | Designer, Production Staff                           | 2009年         | 978-0-7869-5016-4 |
| Assault on Nightwyrm Fortress                                                                         | ダンジョンズ&ドラゴンズ第4版         | Designer                                             | 2009年         | 978-0786950003    |
| ヒーローズ・オヴ・ザ・フォールン・ランズ 墜ちた地の勇者 Player Essentials: Heroes of the Fallen Lands | ダンジョンズ&ドラゴンズ第4版         | Designer                                             | 2010年         | 978-0786956203    |
| モンスターマニュアルIII 第4版 Monster Manual 3                                                        | ダンジョンズ&ドラゴンズ第4版         | Designer                                             | 2010年         | 978-0786954902    |
| Dungeons & Dragons Starter Set                                                                        | ダンジョンズ&ドラゴンズ第4版         | Designer, Production Staff                           | 2010年         | 978-0786956296    |
| Dungeon Master's Kit                                                                                  | ダンジョンズ&ドラゴンズ第4版         | Designer                                             | 2010年         | 978-0786956302    |
| プレイヤーズ・オプション：妖精郷の勇者 Player's Option: Heroes of the Feywild                         | ダンジョンズ&ドラゴンズ第4版         | Designer                                             | 2011年         | 978-0786958368    |
| プレイヤーズ・オプション：影の勇者 Player's Option: Heroes of Shadow                                  | ダンジョンズ&ドラゴンズ第4版         | Designer                                             | 2011年         | 978-0786957453    |
| Neverwinter Campaign Setting                                                                          | ダンジョンズ&ドラゴンズ第4版         | Designer                                             | 2011年         | 978-0786958146    |
| Monster Vault: Threats to the Nentir Vale                                                             | ダンジョンズ&ドラゴンズ第4版         | Designer                                             | 2011年         | 978-0786958382    |
| Book of Vile Darkness                                                                                 | ダンジョンズ&ドラゴンズ第4版         | Designer                                             | 2011年         | 978-0786958689    |
| プレイヤーズ・オプション：元素の渾沌の勇者 Player's Option: Heroes of the Elemental Chaos             | ダンジョンズ&ドラゴンズ第4版         | Designer, Production Staff                           | 2012年         |                   |
| Into the Unknown: The Dungeon Survival Handbook                                                       | ダンジョンズ&ドラゴンズ第4版         | Designer                                             | 2012年         | 978-0786960323    |
| Ghosts of Dragonspear Castle                                                                          | ダンジョンズ&ドラゴンズ第5版         | Project Lead                                         | 2013年8月      | 978-0786965311    |
| スターター・セット Dungeons & Dragons Starter Set                                                     | ダンジョンズ&ドラゴンズ第5版         | D&D Lead Designer                                    | 2014年7月15日  | 978-0786965595    |
| プレイヤーズ・ハンドブック Player's Handbook (2014)                                                   | ダンジョンズ&ドラゴンズ第5版         | D&D Lead Designer, Player's Handbook Lead            | 2014年8月19日  | 978-0786965601    |
| モンスター・マニュアル Monster Manual                                                                 | ダンジョンズ&ドラゴンズ第5版         | D&D Lead Designer, Managing Editor                   | 2014年9月30日  | 978-0786965618    |
| ダンジョン・マスターズ・ガイド Dungeon Master's Guide                                                 | ダンジョンズ&ドラゴンズ第5版         | D&D Lead Designer, Dungeon Master's Guide Lead       | 2014年12月9日  | 978-0786965625    |
| Elemental Evil Player's Companion                                                                     | ダンジョンズ&ドラゴンズ第5版         | D&D Lead Designer, Managing Editor                   | 2015年4月16日  |                   |
| ソード・コースト・冒険者ガイド Sword Coast Adventurer's Guide                                         | ダンジョンズ&ドラゴンズ第5版         | Designer, Managing Editor, D&D Lead Designer         | 2015年11月3日  | 978-0786965809    |
| Curse of Strahd                                                                                       | ダンジョンズ&ドラゴンズ第5版         | D&D Lead Designer, Designer, Managing Editor         | 2016年3月15日  | 978-0786965984    |
| Storm King's Thunder                                                                                  | ダンジョンズ&ドラゴンズ第5版         | D&D Lead Designer, Managing Editor                   | 2016年9月6日   | 9780786966004     |
| ヴォーロのモンスター見聞録 Volo's Guide to Monsters                                                   | ダンジョンズ&ドラゴンズ第5版         | Lead Rules Developer, Managing Editor                | 2016年11月15日 | 978-0786966011    |
| 大口亭綺譚 Tales from the Yawning Portal                                                              | ダンジョンズ&ドラゴンズ第5版         | Lead Rules Developer, Managing Editor                | 2017年4月4日   | 978-0-7869-6609-7 |
| 魂を喰らう墓 Tomb of Annihilation                                                                     | ダンジョンズ&ドラゴンズ第5版         | Lead Rules Developer, Managing Editor                | 2017年9月19日  | 9780786966103     |
| ザナサーの百科全書 Xanathar's Guide to Everything                                                     | ダンジョンズ&ドラゴンズ第5版         | Lead Designer, Managing Editor                       | 2017年11月21日 | 978-0786966110    |
| モルデンカイネンの敵対者大全 Mordenkainen's Tome of Foes                                              | ダンジョンズ&ドラゴンズ第5版         | Lead Designer, Managing Editor                       | 2018年5月29日  | 978-0786966240    |
| ウォーターディープ：ドラゴン金貨を追え Waterdeep: Dragon Heist                                        | ダンジョンズ&ドラゴンズ第5版         | Rules Development, Managing Editor                   | 2018年9月18日  | 978-0786966592    |
| ウォーターディープ：狂える魔道士の迷宮 Waterdeep: Dungeon of the Mad Mage                             | ダンジョンズ&ドラゴンズ第5版         | Managing Editor                                      | 2018年11月20日 | 978-0786966264    |
| Guildmasters' Guide to Ravnica                                                                        | ダンジョンズ&ドラゴンズ第5版         | Lead Designer, Managing Editor, Ravnica World Design | 2018年11月20日 | 978-0786966592    |
| Ghosts of Saltmarsh                                                                                   | ダンジョンズ&ドラゴンズ第5版         | Developer                                            | 2019年5月21日  | 978-0786966752    |
| Player's Handbook (2024)                                                                              | ダンジョンズ&ドラゴンズ第5版         | Lead Designer                                        | 2024年9月17日  | 978-0786969821    |